# 灰噪鸦
灰噪鸦（学名：Perisoreus canadensis），是鸦科噪鸦属的一种，分布于加拿大和美国。全球活动范围约为7,300,000平方千米。该物种的保护状况被评为无危。
其种加词“canadensis”意为“加拿大的”。2016年經加拿大皇家地理學會舉行全民國鳥投票，灰噪鸦以7900票獲選為加拿大國鳥，然而其票數因低於普通潛鳥和雪鴞而被受加拿大人不滿。

## 形态
灰噪鸦的平均体重约为71.7克。栖息地包括温带森林和寒带森林。